# Буйко, Александр Михайлович
Буйко Александр Михайлович (Шура Нарвский) — профессиональный революционер, советский и партийный деятель.

## Биография
Родился 7 апреля 1885 года в деревне Островяны, Виленской губернии, в семье крестьянина. Окончил народное училище. Начал работать слесарем с 14 лет на Путиловском заводе. Учился в вечерней технической школе при заводе.
В 1904 году вступил в рабочий кружок РСДРП, большевик.
В 1905 году входил в партийный районный комитет за Нарвской заставой.
В сентябре 1906 года был арестован.
В 1907—1909 годах работал как партийный профессионал. Был членом Петербургского комитета РСДРП. В декабре 1908 года принимал участие во Всероссийской партийной конференции в Париже. 1 марта 1909 году арестован на заседании Петербургского комитета. Приговорен к ссылке. Наказание отбывал с 1910 года в Усть-Уде, Черемхове, Тулуне, Иркутской губернии, в 1913 году выехал в Красноярск. В ссылке работал в кооперации, писал корреспонденции в газеты «Звезда» и «Правда», в 1912 году в Иркутскую газету «Молодая Сибирь». 21—26 апреля 1916 года содержался под арестом в Красноярске в связи с участием его в первом областном съезде городов Восточной Сибири.
В 1916 году переехал в Верхнеудинск. После Февральской революции 1917 года вошёл в исполнительный комитет Верхнеудинского Совета рабочих и солдатских депутатов. 28 мая 1917 года избран в Верхнеудинский комитет РСДРП. Ездил от Верхнеудинска на Всероссийское совещание Советов (29 марта — 3 апреля 1917 года). На совещании был избран делегатом от Сибири в исполком Петроградского совета. Некоторое время работал в Петрограде. По возвращении в Верхнеудинск был там городским головой в 1917—1918 году. При установлении советской власти с марта 1917 года был товарищем председателя Верхнеудинского совета рабочих и солдатских депутатов и с начала 1918 года председателем Ревтрибунала.
В августе 1918 года после захвата Верхнеудинска чехами и белогвардейцами бежал в Монголию. В 1918 году жил нелегально в Урге.
В 1919 году выехал в Шанхай, где поступил на работу в Центросоюз. В 1920 году вернулся во Владивосток, затем Благовещенск, откуда Дальбюро ЦК РКП(б) назначило его областным эмиссаром Прибайкальской области.
В 1921 году избран членом, позднее и секретарем Дальбюро ЦК РКП(б), в котором работал до 1924 года.
В 1922 году был председателем Народного собрания Дальневосточной республики. С 1922 года состоял членом коллегии распорядителей Дальцентросоюза.
С июня 1924 года работал членом правления Центросоюза в Москве.
В 1925 году назначен заместителем Наркома по внутренней торговле РСФСР. После слияния Наркоматов внутренней и внешней торговли — заместитель Наркомторга РСФСР.
Умер в Москве 30 января 1941 года. Урна с прахом захоронена в колумбарии Новодевичьего кладбища.

## Память
- Именем Буйко названа улица в Улан-Удэ.